# Mewa orlica
Mewa orlica, orlica (Ichthyaetus ichthyaetus) – gatunek dużego ptaka wodnego z rodziny mewowatych (Laridae). Nie jest zagrożony wyginięciem.

## Systematyka
Gatunek ten po raz pierwszy zgodnie z zasadami nazewnictwa binominalnego opisał w 1773 roku Peter Simon Pallas, nadając mu nazwę Larus ichthyaetus. Jako miejsce typowe wskazał Morze Kaspijskie. Obecnie gatunek zaliczany jest do rodzaju Ichthyaetus. Nie wyróżnia się podgatunków.

## Zasięg występowania
Orlica gniazduje wyspowo w pasie od wybrzeży Morza Czarnego po Bałchasz i północno-zachodnią Mongolię. Być może gnieździ się również w północnych Chinach i Tybecie. Zimuje na wybrzeżach od wschodniej części Morza Śródziemnego poprzez Morze Czerwone, południową część Morza Kaspijskiego po północną część Oceanu Indyjskiego między Somalią a Mjanmą; ponadto w głębi lądu w południowo-środkowej Etiopii.
Do Polski sporadycznie zalatuje – do 2021 roku stwierdzono ją na terenie kraju 212 razy, łącznie obserwowano 218 osobników.

## Morfologia

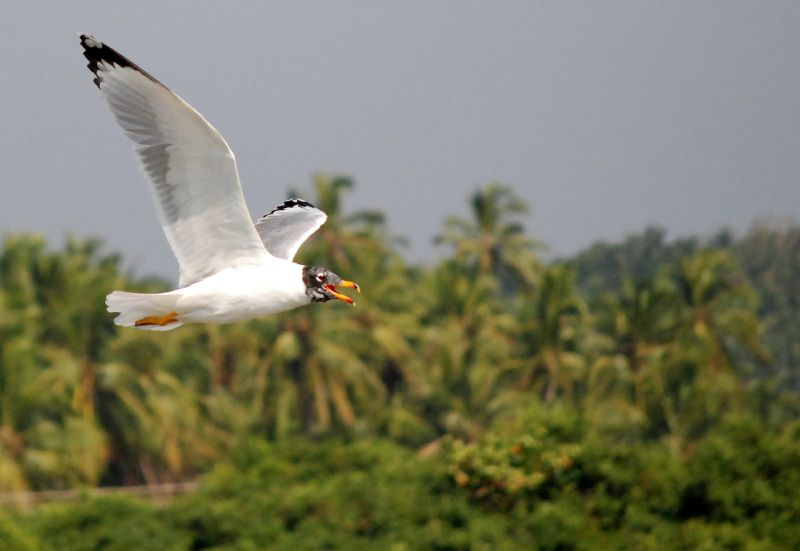
Orlica w locie

WyglądWierzch ciała i skrzydeł popielaty, końcówki czarne z białymi „oczami”. Dziób z charakterystycznym czarnym paskiem w 3/4 długości. Końcówka pomarańczowa, nasada żółta. Nogi żółte, reszta ciała biała. W szacie godowej głowa czarna, z białą obwódką wokół czerwonego oka. W szacie spoczynkowej głowa brudnopopielata. Osobniki młodociane wierzch ciała mają w brązowy deseń, na końcu białego ogona szeroki czarny pas. Dziób szary z czarnym końcem, nogi szarocieliste.
Wymiary średnie
- Długość ciała ok. 60–70 cm
- Rozpiętość skrzydeł ok. 145–170 cm
- Masa ciała ok. 0,9–2,0 kg

## Ekologia i zachowanie

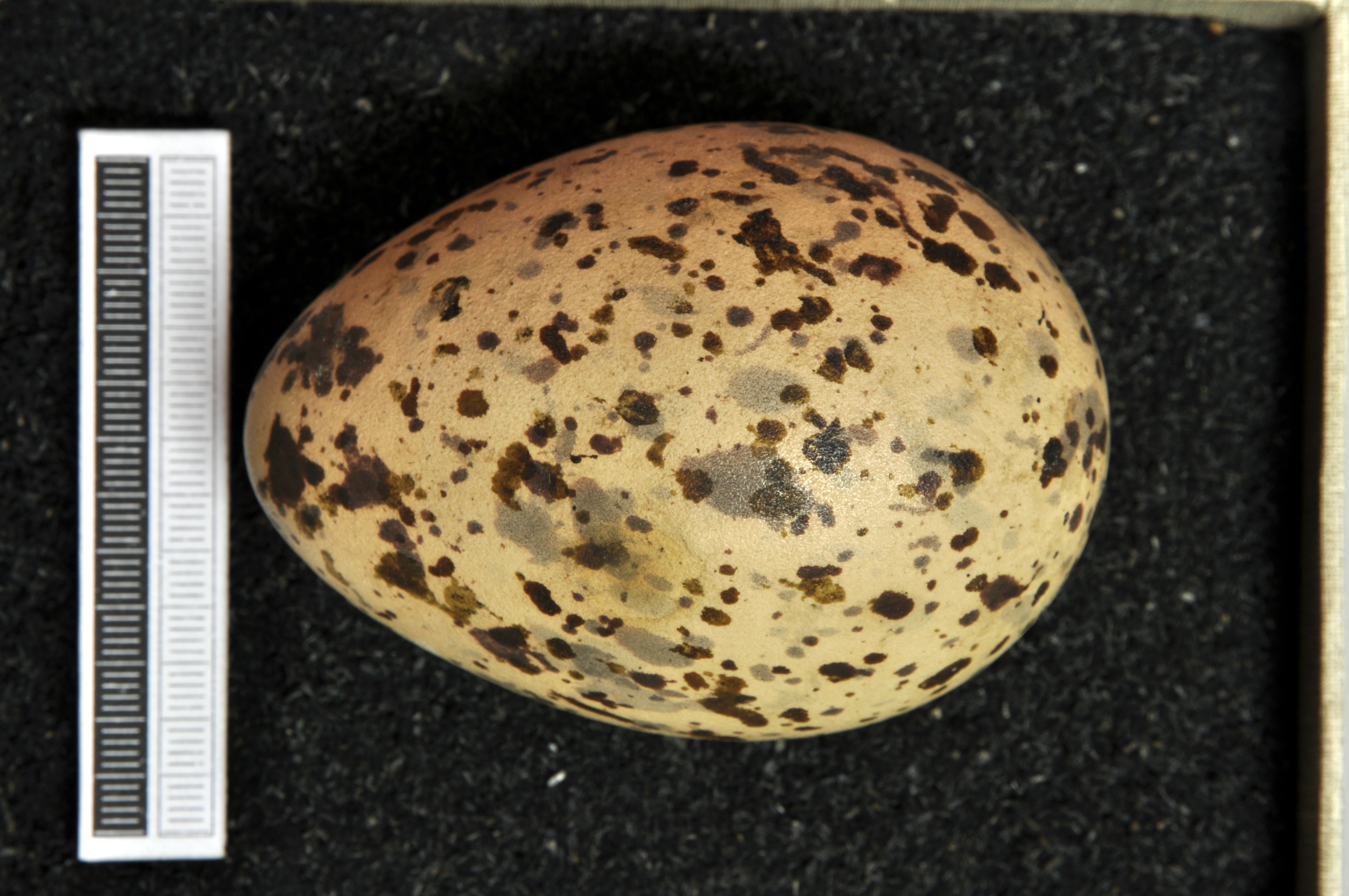
Jajo z kolekcji muzealnej

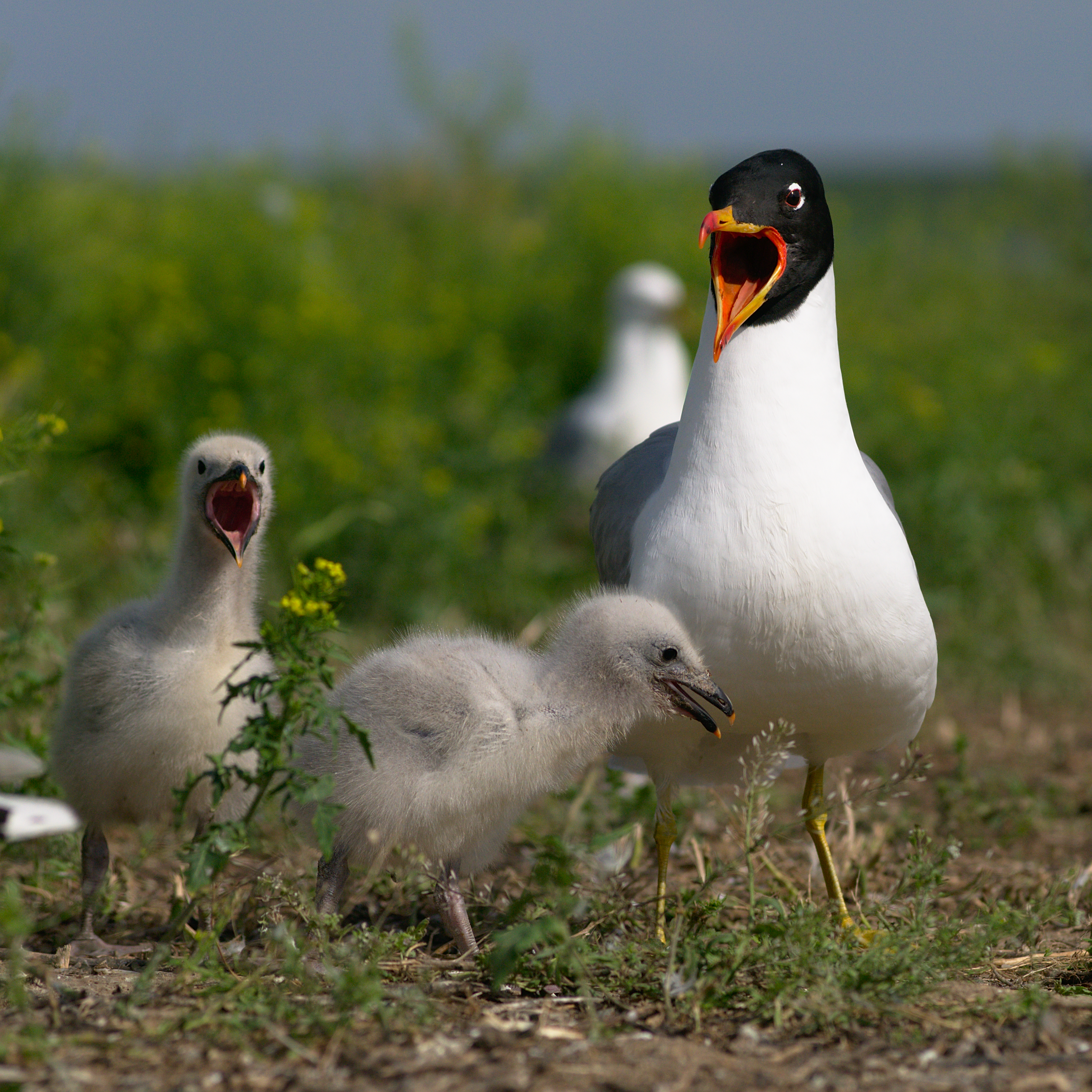
Orlica z pisklętami

BiotopNagie wysepki i wybrzeża na brzegach słodkich i słonawych zbiorników śródlądowych (również wielkich jezior Azji Centralnej). Poza okresem lęgowym wybrzeża, głównie w ujściach wielkich rzek, porty oraz wysypiska śmieci.
GniazdoCzęsto na gołej skale, czasem w niskiej roślinności. Tworzy kolonie liczące do 3 tysięcy par. Czasem lokalizuje je w pobliżu kolonii mew srebrzystych, lecz nigdy nie są to kolonie mieszane.
JajaW ciągu roku wyprowadza jeden lęg, składając w kwietniu–czerwcu 2–3 jaja.
WysiadywanieJaja wysiadywane są przez okres około 25 dni, głównie przez samicę.
PożywienieWszystkożerna. W diecie przeważają kręgowce i bezkręgowce, zarówno wodne, jak i lądowe. Czasem odbiera zdobycz innym ptakom. W okresie chłodniejszej pogody dietę uzupełnia nasionami roślin. Nie gardzi odpadkami i padliną.

## Status i ochrona
Międzynarodowa Unia Ochrony Przyrody (IUCN) uznaje orlicę za gatunek najmniejszej troski (LC – Least Concern) nieprzerwanie od 1988 roku. Liczebność światowej populacji, według szacunków organizacji Wetlands International z 2015 roku, zawiera się w przedziale 125 000 – 1 100 000 osobników. Trend liczebności populacji uznawany jest za wzrostowy.
W Polsce orlica objęta jest ścisłą ochroną gatunkową.